# 9594 Garstang
9594 Garstang eller 1991 RG är en asteroid i huvudbältet som upptäcktes den 4 september 1991 av den australiensiske astronomen Robert H. McNaught vid Siding Spring-observatoriet. Den är uppkallad efter Roy Henry Garstang.
Asteroiden har en diameter på ungefär 4 kilometer.